# Олексий Лобов
Олексий Игорович Лобов (на украински: Лобов Олексій Ігорович) е украински футболист, който играе на поста централен защитник. Състезател на Дордой Бишкек.

## Кариера
На 5 януари 2021 г. Лобов подписва с Оболон. Дебютира на 26 март при равенството 1:1 като гост на Черноморец Одеса.

### Хебър
На 2 юли 2022 г. Олексий е обявен за ново попълнение на пазарджишкия Хебър. Прави дебюта си на 8 юли при победата с 0:1 като гост на Ботев (Пловдив).